# كأس العالم لقفز الحواجز والترويض 2024
كأس العالم لقفز الحواجز والترويض 2024، هي النسخة الخامسة والأربعون من مسابقة كأس العالم لقفز الحواجز والترويض والتي استضافتها مدينة الرياض عاصمة المملكة العربية السعودية، وهي المرة الأولى التي تقام فيها المسابقه في الشرق الأوسط. وفاز فيها الفارس السويدي هنريك فون إيكيرمان.

## التاريخ
انطلقت البطوله في 16 أبريل على أرض مركز الرياض الدولي للمؤتمرات والمعارض، واستمرت أربعة أيام حتى 20 أبريل ، وشارك فيها 51 فارساً وفارسه بـ60 جواداً يمثلون 24 دوله، وبجوائز ماليه بلغت 10.4 مليون ريال، و تعد الأغلى في تاريخ كؤوس العالم لقفز الحواجز.